# Куп шест нација 2009.
Куп шест нација 2009. (службени назив: 2009 RBS 6 Nations) је било 115. издање овог најелитнијег репрезентативног рагби такмичења Старог континента, а 10. од проширења Купа пет нација на Куп шест нација.
Такмичење спонзорисано од Краљевске банке Шкотске, освојила је Ирска. Пошто су Ирци победили све ривале, освојили су после више од 60 година чекања други гренд слем у историји. У последњим минутима одличног меча између Велса и Ирске у Кардифу, ирски отварач Ронан О'Гара је погодио дроп кик. Након тога је велшки отварач Стивен Џоунс промашио пенал, па је уследило велико славље ирских навијача.
Друго место припало је Енглезима, треће Французима, а Италијани су изгубили све мечеве. Играч турнира био је најбољи центар свих времена Брајан О'Дрискол.

## Учесници
Напомена:
Северна Ирска и Република Ирска наступају заједно.
|   | Селекција                      | Стадион                             | Селектор        | Капитен            |
| - | ------------------------------ | ----------------------------------- | --------------- | ------------------ |
| 1 | Рагби репрезентација Италије   | Стадион Фламинио, Рим (30 000)      | Ник Мелет       | Леонардо Гиралдини |
| 2 | Рагби репрезентација Француске | Стад де Франс, Париз (81 338)       | Марк Лиевремонт | Лионел Налет       |
| 3 | Рагби репрезентација Енглеске  | Стадион Твикенам, Лондон (82 000)   | Мартин Џонсон   | Стив Бортвик       |
| 4 | Рагби репрезентација Шкотске   | Стадион Марифилд, Единбург (67 144) | Френк Хеден     | Мајк Блер          |
| 5 | Рагби репрезентација Велса     | Стадион Миленијум, Кардиф (74 500)  | Ворен Гатланд   | Рајан Џоунс        |
| 6 | Рагби репрезентација Ирске     | Стадион Авива, Даблин (51 700)      | Деклан Кидни    | Брајан О'Дрискол   |

## Такмичење

### Прво коло
Енглеска - Италија 36-11
Ирска - Француска 30-21
Шкотска - Велс 13-26

### Друго коло
Француска - Шкотска 22-13
Велс - Енглеска 23-15
Италија - Ирска 9-38

### Треће коло
Француска - Велс 21-16
Шкотска - Италија 26-6
Ирска - Енглеска 14-13

### Четврто коло
Италија - Велс 15-20
Шкотска - Ирска 15-22
Енглеска - Француска 34-10

### Пето коло
Италија - Француска 8-50
Енглеска - Шкотска 26-12
Велс - Ирска 15-17

## Табела
|   | Селекција                      | ИГ | Д | Н | И | ПД  | ПП  | ПР   | ЕД | Б  |  |
| - | ------------------------------ | -- | - | - | - | --- | --- | ---- | -- | -- |  |
| 1 | Рагби репрезентација Ирске     | 5  | 5 | 0 | 0 | 121 | 73  | +48  | 12 | 10 |  |
| 2 | Рагби репрезентација Енглеске  | 5  | 3 | 0 | 2 | 124 | 70  | +54  | 16 | 6  |  |
| 3 | Рагби репрезентација Француске | 5  | 3 | 0 | 2 | 124 | 101 | +23  | 14 | 6  |  |
| 4 | Рагби репрезентација Велса     | 5  | 3 | 0 | 2 | 100 | 81  | +19  | 8  | 6  |  |
| 5 | Рагби репрезентација Шкотске   | 5  | 1 | 0 | 4 | 79  | 102 | -23  | 4  | 2  |  |
| 6 | Рагби репрезентација Италије   | 5  | 0 | 0 | 5 | 49  | 170 | -121 | 2  | 0  |  |

| Победник Купа шест нација 2009.       |
| ------------------------------------- |
| Рагби репрезентација Ирске 11. титула |

## Индивидуална стастика
Највише поена
- Ронан О'Гара 51, Ирска
- Крис Патерсон 46, Шкотска
- Стивен Џоунс 44, Велс
- Лионел Босис 28, Француска
- Морган Пара 26, Француска

Највише есеја
- Брајан О'дрискол 4, Ирска
- Рики Флути 4, Енглеска
- Делон Армитаџ 3, Енглеска
- Максим Медард 3, Француска
- Шејн Вилијамс 2, Велс

Најбољи играч турнира
- Брајан О'дрискол, Ирска